# Erdődy Gyula (történész)
Erdődy Gyula (Mohács, 1956. május 8. –) történész, levéltáros, tanár, múzeumigazgató és köztisztviselő.
Több száz történelmi tárgyú publikáció megírása fűződik a nevéhez. Ezek leírása regisztrálva van a Magyar Tudományos Művek Tárában (MTMT). Egyik szerzője volt 1997-ben, a Grünwald Géza szerkesztésében megjelent Baranya Megye Kézikönyve című kétkötetes enciklopédiának, amelyben Baranya vármegye 301 települése közül 140 község teljes körű bemutatását végezte el. Társszerzője volt továbbá a 2010-ben kiadott Baranya megye enciklopédiája & adattára című kiadványnak is, amelyben a szigetvári kistérség 46 települését mutatta be.

## Tanulmányai
Sombereken végzett általános iskolai tanulmányai után a mohácsi Kisfaludy Károly Gimnáziumban érettségizett 1974-ben.
A katonai szolgálat teljesítése után 1975-1979 között a Pécsi Tanárképző Főiskola magyar-történelem szakát végezte el. Ennek során történelemből Polányi Imre, Kiss Z. Géza, Bernáth János, míg irodalomból és nyelvészetből Bécsy Tamás, Temesi Mihály és Pesti János voltak a tanárai. Az Eötvös Loránd Tudományegyetem levéltár szakát levelező tagozaton 1979-1982 között végezte el, itt mások mellett Sinkovics István, Kállay István és Bertényi Iván előadásaira és szemináriumaira járt.
Az Eötvös Loránd Tudományegyetem 1983-ban bölcsészettudományi doktorrá avatta. Disszertációjának címe: A Baranya megyei iparoktatás szervezete, a céhtestületek pecsétei és oklevelei a 19. században.

## Életpályája
A Baranya Megyei Levéltár munkatársa 1976 végén lett.
A Baranya Megyei Tanács VB. Hivatalában 1984-től 1986-ig társadalmi titkár, 1986-1991 között nemzetiségi titkár, egyben ellátta a Cigányügyi Koordinációs Bizottság és a Nemzetiségi Bizottság szervezési feladatait is.
Részt vett Ádám Antal jogász, egyetemi tanár – későbbi alkotmánybíró – irányításával az országban elsőként megalkotott nemzetiségi tanácsrendelet kimunkálásában.
A Komlói Helytörténeti Múzeum igazgatójává 1991-ben nevezték ki. Vezetésével a gyűjtemény új helyre költözött, új kiállító terek és új állandó kiállítás létesült. A megszépült múzeumot 1993. szeptember 2-án Göncz Árpád köztársasági elnök avatta fel.
A történeti kutatásokkal foglalkozó Julius Zsáner Bt., ügyvezetője volt 1995-től 1999-ig, majd 1999-2011 között a Baranya Megyei Önkormányzat Közgyűlésének Hivatalában kulturális referensként, osztályvezetőként, majd főosztályvezetőként teljesített szolgálatot. A Baranya Megyei Intézményfenntartó Központ kulturális referense volt 2011 és 2012-ben, ezután 2020-ban történt nyugdíjba vonulásáig a Baranya Megyei Kormányhivatal sajtóreferenseként dolgozott.
Nyugdíjba vonulását követően továbbra is történeti kutatómunkával foglalkozik. 

## Közéleti pályafutása
Az 1994. évi országgyűlési választásokon a Palotás János által vezetett Köztársaság Párt országgyűlési képviselőjelöltje volt.
Az 1994. évi önkormányzati választásokon a Baranya Megyei Önkormányzat Közgyűlésének képviselőjének választották meg. A tisztséget 1998-ig töltötte be. A közgyűlés négy évre a Nemzeti és Etnikai Kisebbségi Bizottságának elnökévé is megválasztotta.
Az 1994. évi önkormányzati választásokon kompenzációs listáról Pécs Megyei Jogú Város Közgyűlésének is képviselője lett, egyben a Kulturális Bizottság tagja is volt. 

## Családja
Nős, felesége Jäger Erika, akivel 1975-ben kötöttek házasságot. Egy gyermekük és egy unokájuk van.[forrás?]

## Díjai, kitüntetései
- Baranya Megye Közigazgatás Szolgálatáért bronz fokozat (2002)
- Baranya Megye Közgyűlése Elnökének Kitüntető Díja (2004)
- Baranya Megye Közigazgatás Szolgálatáért ezüst fokozat (2006)
- Baranya Megye Közigazgatás Szolgálatáért arany fokozat (2011)

## Főbb művei
- Válogatott levéltári források a pécsi céhek válságának időszakából 1848-1872 Baranyai Helytörténetírás 1977. A Baranya Megyei Levéltár évkönyve. Szerkesztette: Szita László. Pécs, 1979.
- Adalékok néhány zselici falu gazdálkodásához az 1828-as regnicolaris conscriptiok alapján Zselici Dolgozatok IV. Pécs, 1979.
- Adalékok a pécsi céhes kisipar tanoncainak oktatásához Baranyai Helytörténetírás 1980. A Baranya Megyei Levéltár évkönyve. Szerkesztette: Szita László. Pécs, 1981.
- Adatok Fehér Sándor életéhez; Baranyai Helytörténetírás 1979. A Baranya Megyei Levéltár évkönyve. Szerkesztette: Szita László. Pécs, 1979.
- A szakmai képzés hatása a kisipari népesség mobilizációjára a XIX. században Pécsett Baranyai Művelődés 1981. 2.
- Adatok a Pécsi Erzsébet Tudományegyetem előtörténetéből (A bölcsészkar megalakulása és tevékenységének főbb vonásai az egyetem Pécsre kerüléséig 1918-1923) Baranyai Művelődés 1981. 3.
- Az 1880. évi iparstatisztikai felvételek nemzetiségi vonatkozásai Baranyában Baranyai Helytörténetírás 1981. A Baranya Megyei Levéltár évkönyve. Szerkesztette: Szita László. Pécs, 1982.
- Kézműipari viszonyok a 19. század 80-as éveiben Baranyában, különös tekintettel a nemzetiségi községekre Dunántúli Településtörténeti konferencia 4. MTA Pécsi Akadémiai Bizottsága-Veszprémi Akadémiai Bizottsága. Veszprém, 1982.
- Az iparoktatás története Baranyában 1872-1900 között Baranyai Helytörténetírás 1982. A Baranya Megyei Levéltár évkönyve. Szerkesztette: Szita László. Pécs, 1983.
- Adatok a baranyai tanoncoktatás történetéhez1900-1921 között Baranyai Helytörténetírás 1983-1984. A Baranya Megyei Levéltár évkönyve. Szerkesztette: Szita László. Pécs, 1985.
- Az iskolarendszerű tanoncképzés kialakulása Baranyában A dél-dunántúli aprófalvak és szórványok település- és társadalomtörténete Zalai Gyűjtemény 27. Szerkesztette: Degré Alajos és Foki Ibolya. Zalaegerszeg, 1987.
- A cigányság életkörülményeinek javítása érdekében hozott fontosabb intézkedések és azok eredményei Baranya megyében; A cigányok számának és demográfiai helyzetének alakulása Baranya megyében. Janus Pannonius Tudományegyetem Közgazdaságtudományi Kar. Szerkesztette: dr. Hoóz István. Pécs, 1989.
- A baranyai iparoktatás történetéből Angstertől Zsolnayig. Ipartörténeti tanulmányok. Szerkesztette: Szirtes Gábor és Vargha Dezső. Pannónia Könyvek. Pécs, 1999.
- Bicsérd község története Bicsérd Község Önkormányzati Képviselő-testülete. Bicsérd, 1991.
- Boda község története Boda Község Önkormányzati Képviselő-testülete – Citoyen Kiadó. Boda, 1992.
- Lánycsók története Lánycsók Község Önkormányzati Képviselő-testülete. Lánycsók, 1994.
- Újpetre község története - Geschichte der Gemeinde Újpetre Újpetre Község Önkormányzati Képviselő-testülete. Újpetre, 1996.
- Az 1100 éves Kistótfalu Kistótfalu Önkormányzati Képviselő-testülete. Kistótfalu, 1996.
- Pellérd község története Pellérd Község Önkormányzati Képviselő-testülete. Pellérd, 1998.
- Nagypall község története Nagypall Község Önkormányzati Képviselő-testülete. Nagypall, 2000.
- Jó szeretnivaló való világban élni Kozármisleny története Kozármisleny Önkormányzati Képviselő-testülete. Kozármisleny, 2001.
- Szalánta-Németi Salanta-Njemet története Szalánta Község Önkormányzati Képviselő-testülete. Szalánta, 2001.
- Székelyszabar (Sawer) története Székelyszabar Önkormányzati Képviselő-testülete. Székelyszabar, 2002.
- Szűr község története Szűr Község Önkormányzati Képviselő-testülete. Szűr, 2005.
- Szabadszentkirály története Szabadszentkirály Község Önkormányzati Képviselő-testülete. Szabadszentkirály, 2005.
- A borfalu és a Batthyány pince története Villányi Új Alkotmány Mezőgazdasági Termelőszövetkezet. Villánykövesd, 2011.
- Geresdlak község története Geresdlak Község Önkormányzati Képviselő-testülete. Geresdlak, 2012.
- Ibafa község története Ibafa község Önkormányzati Képviselő-testülete. Ibafa, 2012.
- Erzsébet község históriája Erzsébet község Önkormányzati Képviselő-testülete. Erzsébet, 2018.
- Nagyhajmás község története Nagyhajmás község Önkormányzati Képviselő-testülete. Nagyhajmás, 2019.